# Río Buey (Bolivia)
Para el arroyo uruguayo, véase Cañada del Buey
Para el río cubano, véase Río Buey (Cuba)
El río Buey es un corto río amazónico boliviano, un afluente del río Piojeras, que forma parte del curso bajo del río Grande. El río discurre por el departamento de Santa Cruz.

## Geografía
El río Buey nace en los cerros adyacentes a una altura aproximada de 1300 m. Recorre una longitud en dirección sureste, entre profundos cañones, de solo 16 km, antes de desembocar en el río Piojeras.
- Datos: Q6114899